# Giovanni De Benedictis
Giovanni Angelo Maria De Benedictis (Pescara, 8 gennaio 1968) è un ex marciatore italiano.

## Biografia
Ha partecipato a cinque edizioni consecutive dei Giochi olimpici estivi, dal 1988 fino all'ultima disputata nel 2004.
Ha vinto la medaglia di bronzo ai Giochi della XXV Olimpiade, sotto la guida di Mario De Benedictis, fratello e allenatore.
Nel 1993 conquista la medaglia d'argento ai Campionati del mondo di atletica leggera.

## Palmarès
| Anno | Competizione                                    | Luogo                   | Risultato | Gara   |
| ---- | ----------------------------------------------- | ----------------------- | --------- | ------ |
| 1985 | Campionati europei juniores                     | Cottbus, Germania Est   | 3º        | 10 km  |
| 1986 | Campionati mondiali juniores                    | Atene, Grecia           | 4º        | 10 km  |
| 1987 | Campionati europei juniores                     | Birmingham, Regno Unito | 1º        | 10 km  |
| 1988 | Campionati europei di atletica leggera indoor   | Budapest, Ungheria      | 7º        | 5000 m |
| 1988 | Giochi della XXIV Olimpiade                     | Seul, Corea del Sud     | 9º        | 20 km  |
| 1989 | Campionati europei di atletica leggera indoor   | L'Aia, Paesi Bassi      | 3º        | 5000 m |
| 1989 | Campionati del mondo di atletica leggera indoor | Budapest, Ungheria      | 5º        | 5000 m |
| 1990 | Campionati europei di atletica leggera indoor   | Glasgow, Scozia         | 2º        | 5000 m |
| 1990 | Campionati europei di atletica leggera          | Spalato, Jugoslavia     | 8º        | 20 km  |
| 1991 | Campionati del mondo di atletica leggera indoor | Siviglia, Spagna        | 2º        | 5000 m |
| 1991 | Campionati del mondo                            | Tokyo, Giappone         | 4º        | 20 km  |
| 1992 | Campionati europei di atletica leggera indoor   | Genova, Italia          | 1º        | 5000 m |
| 1992 | Giochi della XXV Olimpiade                      | Barcellona, Spagna      | 3º        | 20 km  |
| 1993 | Campionati del mondo di atletica leggera        | Stoccarda, Germania     | 2º        | 20 km  |
| 1994 | Campionati europei di atletica leggera          | Helsinki, Finlandia     | 4º        | 20 km  |
| 1995 | Campionati del mondo di atletica leggera        | Göteborg, Svezia        | DSQ       | 50 km  |
| 1996 | Giochi della XXVI Olimpiade                     | Atlanta, Stati Uniti    | 27º       | 20 km  |
| 1997 | Campionati del mondo di atletica leggera        | Atene, Grecia           | 8º        | 20 km  |
| 1997 | 26º Giochi del Mediterraneo                     | Bari, Italia            | 1º        | 20 km  |
| 1998 | Campionati europei di atletica leggera          | Budapest, Ungheria      | 10º       | 20 km  |
| 1999 | Campionati del mondo di atletica leggera        | Siviglia, Spagna        | 8º        | 20 km  |
| 2000 | Giochi della XXVII Olimpiade                    | Sydney, Australia       | 16º       | 20 km  |
| 2001 | Campionati del mondo di atletica leggera        | Edmonton, Canada        | DNF       | 50 km  |
| 2004 | Giochi della XXVIII Olimpiade                   | Atene, Grecia           | dq        | 50 km  |

## Campionati nazionali
- 9 volte           (1988/1993, 1995, 1997 e 2002 nei 10 km all'aperto)

1988
- Oro ai campionati italiani assoluti indoor, marcia (5000 m) - 19'21"2 m

1989
- Oro ai campionati italiani assoluti indoor, marcia (5000 m) - 19'22"14

## Altre manifestazioni internazionali
2004
- 10º alla Coppa del mondo di marcia IAAF ( Naumburg/Saale), 50 km - 3h54'25"